# فرودگاه مکوریوک
فرودگاه مکوریوک (به انگلیسی: Mekoryuk Airport) یک فرودگاه همگانی با کد یاتا MYU است که یک باند فرود شن دارد و طول باند آن ۹۳۶ متر است. این فرودگاه در شهر مکوریوک، آلاسکا کشور ایالات متحده آمریکا قرار دارد و در ارتفاع ۱۵ متری از سطح دریا واقع شده‌است.